# Heliconius richardi
Heliconius richardi är en fjärilsart som beskrevs av Riffarth 1900. Heliconius richardi ingår i släktet Heliconius och familjen praktfjärilar. Inga underarter finns listade i Catalogue of Life.